# توماس پیکتون
توماس پیکتون (انگلیسی: Thomas Picton؛ ۱۷۸۵ – ۱۸ ژوئن ۱۸۱۵) فرد نظامی اهل ولز بود. وی همچنین برندهٔ جوایزی همچون نشان حمام شده‌است.